# Feres (Evros)
Feres  este un oraș în Grecia în Prefectura Evros.